# Crater Lake
A Kráter-tó (angolul Crater Lake) kalderató az Amerikai Egyesült Államokban, Oregon államban, Klamath megyében. A legközelebbi város 130 km-re van: Medford.
A tó felfedezése óta többször átnevezték: Blue Lake, Lake Majesty, és végül Crater Lake.
Ez a tó a Kráter-tó Nemzeti Park (Crater Lake National Park) fő látványossága, híres a mélykék színéről és a víz tisztaságáról. A tó részben megtölti a 655 méter mély kalderát, mely 7700 (± 150) évvel ezelőtt alakult ki a Mount Mazama tűzhányó beomlásakor.
A tónak nincs se befolyó vize, sem kifolyása. A tó vízszintjét az időjárás befolyásolja, párolgás és eső-/hóvíz utánpótlással. A mérések szerint 250 évente kicserélődik a tó vize. A legnagyobb mélysége 594 méter, mellyel az Amerikai Egyesült Államok legmélyebb és a világ hetedik legmélyebb tava.
A tó ismert a „A tó öreg embere” elnevezésű fáról, mely közel 100 éve áll a tóban függőlegesen. A víz alacsony hőmérséklete lelassítja a fa korhadását.
A tóban két sziget található: a Wizard Island és a Phantom Ship Island, ahol hét különböző fafaj is megél, emellett számos vadvirág is található a kis szigeteken.
Őshonos hal nem található a tóban. 1888 és 1941 között számos halfajt telepítettek be, ezek közül néhány önfenntartóvá vált. 2002 óta lehet vásárolni a Crater Lake-et támogató külön autórendszámot 20 dollárért, melynek bevételét a tó kutatására fordítják.
A numizmatikusoknak 2005 óta bocsát ki emlékérmeket az USA pénzverdéje (United States Mint). Ezek negyeddollárosok, és az érmék hátoldalán helyi nevezetességek láthatók. Az egyik ilyen érmén szerepel a Crater Lake is. Ez az úgynevezett ‘Oregon-állami negyeddolláros’.

## Főbb jellemzők
A tó 8 x 10 km területű, átlagos mélysége 350 m, legnagyobb mélysége 594 m.
Az Amerikai Egyesült Államok legmélyebb tava, Észak-Amerika második legmélyebb tava (az első a Nagy-Rabszolga-tó Kanadában). A világ tizedik legmélyebb tava (a legmélyebb a Bajkál-tó, ha nem számítjuk ide az Antarktisz alatti Vosztok-tavat, és a legújabb mérések szerint a San Martin Lake-et, mely Chile és Argentína határán van (839 m)).
A kaldera peremének a magassága 2100 és 2400 méter között váltakozik.

## Klíma
A tó és környékének klímája szubalpin. A tó magas fekvése miatt a nyári klíma enyhe és száraz, a tél hideg. Hatalmas mennyiségű hó esik, átlagosan 13,3 méter/év. Ez a hó csak július közepén kezd elolvadni. 1949-1950 telén 22,5 m hó hullott le. A napi csúcs 1971-ben volt 90 cm-rel.

## Vízminőség
Számos tényező miatt, de leginkább azért, mert a tónak nincs befolyó vize, az egyik legtisztább vizű tó Észak-Amerikában, mert nincs szennyező forrás.
A Secchi-lemez módszerrel történt mérés szerint 20-30 méter mélységig mértek igen tiszta vizet, a rekord 43 méter volt. A tónak viszonylag magas a sótartalma, a lúgossága és a vezetőképessége.
Az átlagos pH érték: 7-8.

## Szent hely
A helyi őslakosok, a klamath törzs, akik feltehetően látták a Mount Mazama összeomlását és a Crater Lake kialakulását, régóta szent helynek tekintik a tavat. Az idevonatkozó legendájuk szerint a jó és a gonosz istenek itt verekedtek össze, és ennek a következménye lett a hegy összeomlása.

## Képgaléria

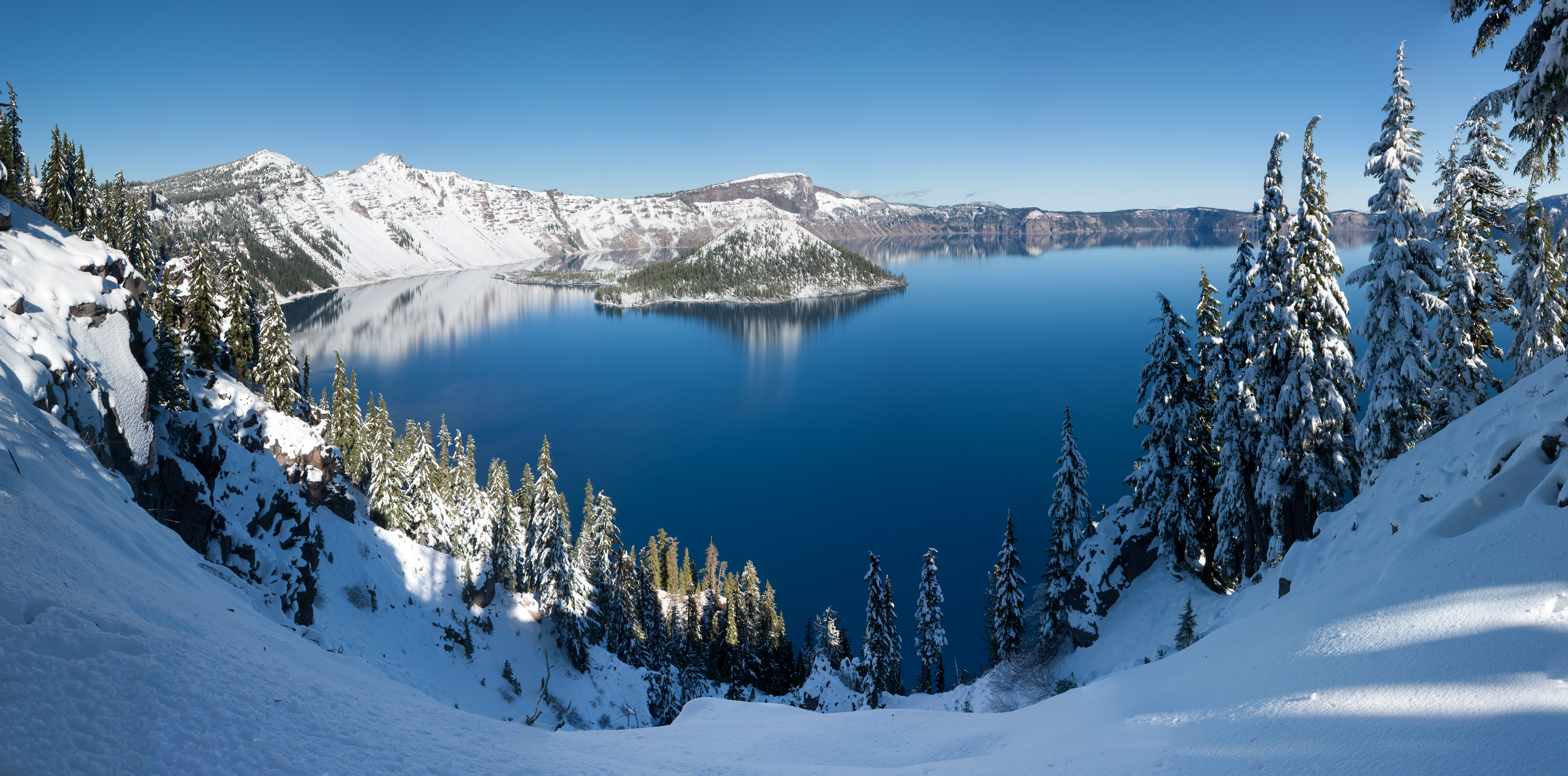
Téli kép a tóról
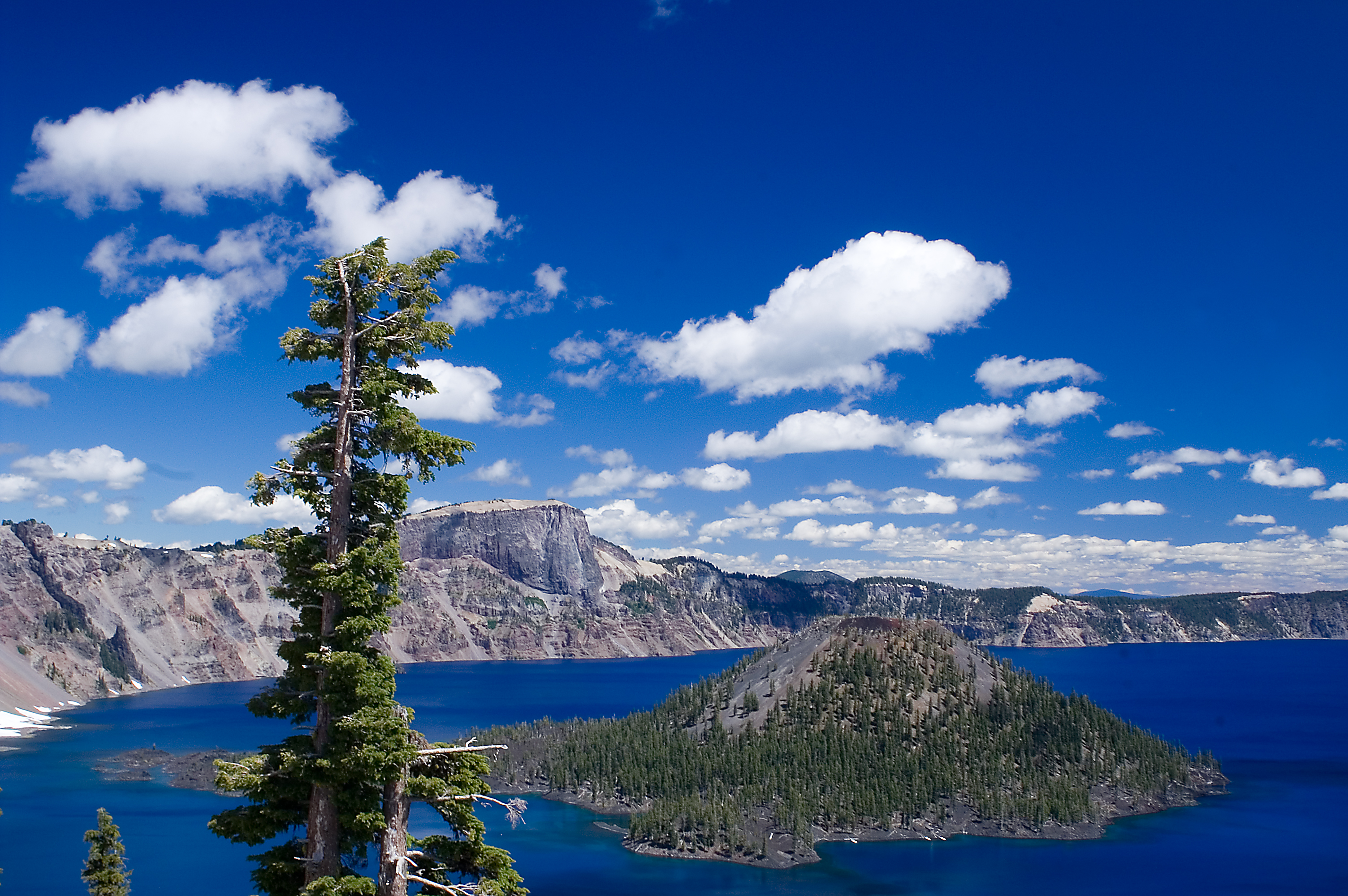
Wizard Island
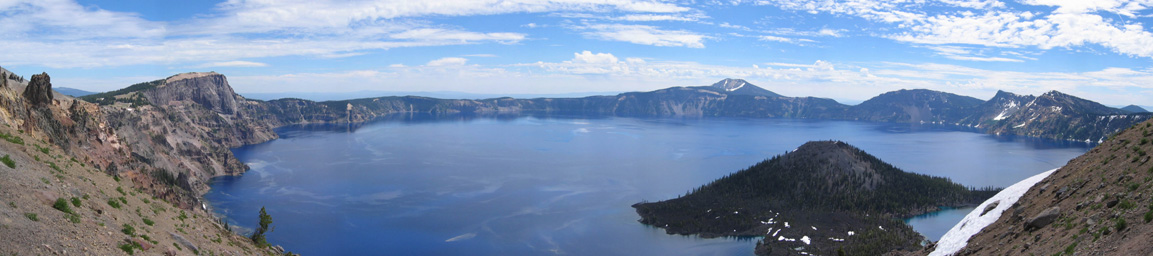
Panorámakép

## Fordítás
Ez a szócikk részben vagy egészben  a   Crater Lake című angol Wikipédia-szócikk ezen változatának fordításán alapul.  Az eredeti cikk szerkesztőit annak laptörténete sorolja fel. Ez a jelzés csupán a megfogalmazás eredetét és a szerzői jogokat jelzi, nem szolgál a cikkben szereplő információk forrásmegjelöléseként.